# Долматово (Московская область)
Долматово, ранее также Далматово, Долматово-Знаменское — село  в Московской области. Входит в городской округ Домодедово.
Расположено у западных окраин города Домодедово, в 7 км к юго-западу от его микрорайона Востряково.

## История
Белокаменная Знаменская церковь (1735) - один из немногих сохранившихся образцов аннинского барокко. Формы храма, похожего на европейские церкви, основательны и тяжеловесны. Над входом возвышается редкая для подмосковных церквей треугольная звонница. Сейчас храм является подворьем Данилова монастыря.
До 14 июня 1954 года деревня Долматово была центром Долматовского сельсовета. С 1954 до 1960 гг. входила в Судаковский сельсовет, переименованный 20 августа 1960 года в Одинцовский сельсовет после переноса центра из деревни Судаково в центральную усадьбу совхоза «Одинцово-Вахромеево». С 1960 до 1994 гг. деревня входила в Одинцовский сельсовет, с 1994 до 2007 гг. — в Одинцовский сельский округ Домодедовского района.
7 июля 2011 года деревня Долматово была преобразована в село.

## Население
| 2002 | 2010 |
| ---- | ---- |
| 376  | ↗618 |